# النادي الأهلي (البحرين)
النادي الأهلي بالمنامة هو نادٍ رياضي بحريني مقره العاصمة المنامة، كان يلعب في دوري الدرجة الأولى في كرة القدم البحرينية لكنه هبط إلى الدرجة الثانية بعد أن احتل المركز التاسع في الدوري البحريني الممتاز 2011–12. يلعب في النادي لاعبين في رياضات أخرى مثل كرة السلة وكرة اليد وكرة الطائرة، ويُعد الملعب الرسمي للنادي هو ملعب الأهلي، لكن النادي (مثل جميع الفرق الأخرى في البحرين) يلعب بشكل أساسي على ستاد البحرين الوطني.

## تاريخ
يعتبر الأهلي (المعروف سابقًا باسم النسور) جنبًا إلى جنب مع نادي المحرق ركيزة الرياضة في البحرين. اندمج نادي آخر يعرف باسم الترسانة (الذي وصل إلى كأس الملك البحريني عام 1969) مع النسور لتشكيل النادي الأهلي.
تستقطب المباريات بين الأهلي والمحرق أكبر حضور للجماهير في الدوري البحريني وهي مباراة ديربي البحرين. حتى اليوم تواصل هذه الفرق رعاية المواهب الشابة الاستثنائية وإعطاء الأولوية لتطوير اللاعبين الشباب للتنافس على بطولة الدوري. لطالما أنجب الأهلي لاعبين مميزين مثل علاء حبيل (هداف كأس آسيا 2004) وعلي سعيد ومحمد حبيل ومحمد حسين. اكتسب النادي شهرة واسعة على المستويين المحلي والعربي؛ لكونه أكثر الأندية شعبيةً في الوسط الرياضي والثقافي الذي اندمج مع النادي الأهلي الحالي.

## تشكيلة الفريق في 2023/2024
1- علي ابراهيم مهدي فتيل جمعه GK.
2- علي محمد القصاب ST
3- حسين محمد سلمان النشيط LW
4- جواد عبدالله السماك RW

6/ ابو حرب
5- حسن فتيل نقطه على ام السطر يباشا CB
6- مصطفى جعفر مهدي فتيل جمعه (C)
7- عبد الله الحشاش
8- حسن مدن
9- ويلينغتون ماتشادو
10- داريو فريدريكو
11- جيتيرسون سانتوس
12- علي مكي GK
14- محمد الشامسي
15- جيفا سانتوس
17- باقر العصفور 
19- جمال راشد
21- محمد المرضي GK
22- سيد عباس
23- سيد قاسم العلوي
24- علي دومبيا
25- سيد باقر حسن
31- علي رائد GK
34- سيد مهدي شرف

## الالقاب والإنجازات
الدوري البحريني الممتاز
- البطل (5): 1969، 1972، 1977، 1996، 2010.[بحاجة لمصدر]

دوري الدرجة الثانية البحريني
- البطل (1): 2015.[بحاجة لمصدر]

كأس ملك البحرين
- البطل (9): 1960، 1968، 1977، 1982، 1987، 1991، 2001، 2003، 2024.[بحاجة لمصدر]

## الطاقم الإداري

### رؤساء النادي
- محمود المردي أول رئيس للنادي الأهلي بعد الدمج.
- عبد الرحمن المؤيد
- محمد كانو
- أحمد كانو
- جاسم الحسن الفخرو
- عبد الرحمن تقي
- عبد الرحمن جاسم كانو (استمرت رئاسته حتى منتصف عام 2000م)
- طلال فؤاد بن إبراهيم كانو.

أمّا الأسماء التي تعاقبت على رئاسة نادي النسور:
- عبد الرضا الدليمي
- محمد حمزة
- الشيخ عيسى بن مبارك آل خليفة
- محمد الزامل
- عبد الوهاب العسومي